# Helka (пароход)
Helka — пассажирский пароход, работающий на озере Балатон. Пароход был построен в 1891 году. Несмотря на многочисленные реконструкции, судно сохранило общий облик, соответствующий концу XIX века.
На основной (нижней) палубе расположен закрытый салон и две открытые пассажирские площадки, верхняя палуба (крыша салона) — открытая.
Пароход используется для водных прогулок-круизов и проведения корпоративных и семейных праздников, свадеб и т. п.